# النظام الحزبي

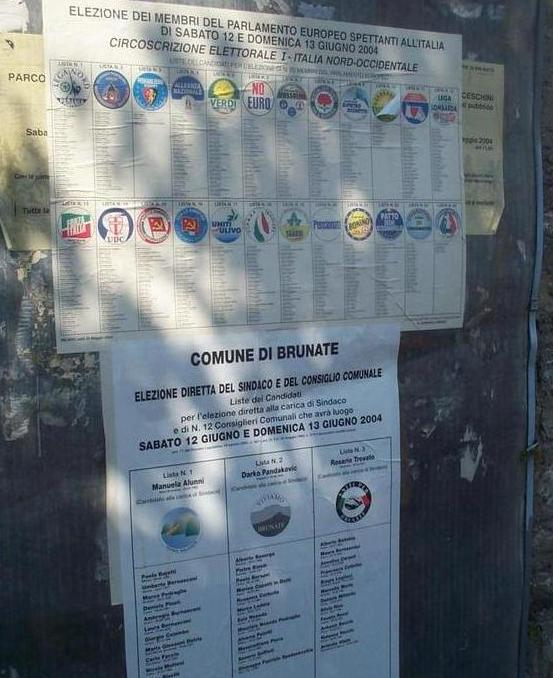

النظام الحزبي هو مفهوم في مقارنة العلوم السياسية بشأن نظام الحكم حسب الحزب السياسي في بلد ديمقراطي. والفكرة هي أن الأحزاب السياسية بينها أوجه شبه أساسية: أنهم يسيطرون على الحكومة، ولديها قاعدة مستقرة من الدعم الشعبي الشامل، وخلق آليات داخلية لمراقبة التمويل والمعلومات والترشيحات.
نشأ هذا المفهوم على يد الباحثين الأوروبيين الذين يدرسون الولايات المتحدة، بالأخص جيمس برايس وموسيا أوستروغورسكي، وتوسع ليشمل الديمقراطيات الأخرى. ابتكر جيوفاني ساتورو طريقة التصنيف الأكثر استخدامًا لأنظمة الأحزاب. واقترح أنه ينبغي تصنيف أنظمة الأحزاب حسب عدد الأحزاب ذات الصلة ودرجة التجزؤ. يمكن تمييز أنظمة الأحزاب من خلال العدد الفعال للأحزاب.

## أنواع الأنظمة الحزبية
- نظام الحزب الواحد: نظام يمتلك فيه حزب سياسي واحد الحق في تشكيل الحكومة، عادة على أساس الدستور القائم، أو حيث يتولى حزب واحد فقط السيطرة الحصرية على السلطة السياسية.
- نظام الحزب المهيمن: نظام يوجد فيه «فئة من الأحزاب/المنظمات السياسية التي فازت تباعًا في الانتخابات ولا يمكن تصور هزيمتها ومن غير المحتمل حدوثها في المستقبل المنظور».
- نظام الحزبين: نظام يتمتع فيه حزبان أو تحالفان، عادة ما يكونان على طرفي الوسط، بفرصة واقعية لتشكيل أغلبية. الأحزاب الأخرى صغيرة جدًا أو إقليمية فقط. مثال: الولايات المتحدة
- نظام متعدد الأحزاب: نظام تتمتع فيه أحزاب سياسية متعددة بالقدرة على السيطرة على المكاتب الحكومية، بشكل منفصل أو ضمن ائتلاف. مثال: الهند.
- النظام غير الحزبي: نظام حوكمة أو منظمة تجري فيها انتخابات عمومية ودورية دون الرجوع إلى الأحزاب السياسية.

## الأنظمة الحزبية حسب البلد أو المنطقة

### أوروبا

#### الاتحاد الأوربي
جرى تحديد هيكلين للنظام الحزبي في البرلمان الأوروبي منذ أول انتخابات عمومية مباشرة له في عام 1979، لكن مع بقاء المجموعات الحزبية الرئيسية في الاتحاد الأوروبي كما هي:
- 1979-1994: انقسم النظام إلى كتلتين على محور اليسار/اليمين، إذ عارضت الكتلة اليسارية (الاشتراكيون واليسار الراديكالي والخضر) الكتلة اليمينية (كتلة حزب الشعب الأوروبي والليبراليون والديغوليون والمحافظون البريطانيون)
- 1994 فما بعد: نظام تصوت فيه الأحزاب المركزية الثلاثة (حزب الشعب الأوروبي المحافظ، وحزب الاشتراكيين الأوروبيين، وحزب مجموعة تحالف الليبراليين والديموقراطيين من أجل أوروبا) سويةً كما تصوت مع حلفائها الأصغر، وبالتالي «إدارة» النظام، وتواجه معارضة مختلفة من اليسار (اليسار الأوروبي والخضر ويساريو أنصار الشكوكية الأوروبية) ومن اليمين (الديغوليون والمحافظون البريطانيون ويمينيو أنصار الشكوكية الأوروبية والقوميون).

#### إيطاليا
عادة ما يُنظر إلى أنظمة الأحزاب الإيطالية منذ تأسيس الجمهورية الإيطالية (1946) على أنها أحزاب ما قبل فاشية تفتقر إلى قاعدة شعبية واسعة.
شهد النظام الحزبي لما يسمى بالجمهورية الأولى (1948-1994) -رغم استناده إلى قانون انتخابي نسبي- هيمنة الحزب الديمقراطي المسيحي الإيطالي والاتفاق بشرط الاستبعاد (باللاتينية: conventio ad excludendum) ضد الحزب الشيوعي الإيطالي (بّي سي آي). حصد الحزبان الديمقراطي المسيحي الإيطالي والشيوعي الإيطالي معًا نحو 85% من الأصوات وسطيًا. وهكذا بات النظام نظامًا ثنائي القطب معرقلًا؛ إذ كانت الحكومات تُنتخب انتخابًا وتدوم لفترة قصيرة للغاية (أقل من عام واحد وسطيًا)، بيد أن الأحزاب الداعمة والموظفين لا يمكن تغييرهم. مع مرور الوقت، تزايد زخم بعض الأحزاب (خاصة الحزب الاشتراكي الإيطالي، بّي إس آي) حتى وصلت إلى دور صناعة الحكومة في الثمانينيات. أُسقط النظام بالكامل جرّاء فضائح رشاوى ماني بوليتي التي حطمت الحزب الديمقراطي المسيحي الإيطالي والحزب الاشتراكي الإيطالي). وفقًا لساتورو، قُلص إثر العلتين المحتملتين للتناسبية (الانقسام وانعدام الانضباط الحزبي) عبر عاملين اثنين: الدور القوي للأحزاب («الحزبقراطية») والاستقطابية بين الديمقراطيين المسيحيين والشيوعيين. لذلك، شهدت الجمهورية الأولى مستوى أقصاه 5 أحزاب فاعلة مع حزب مهيمن واحد فقط.
يتميز النظام الحزبي لما تسمى الجمهورية الثانية (منذ 1994) بالخصائص التالية:
- قانون انتخابي قائم على الأغلبية، طُبق عبر استفتاء عام 1993 محدثًا استقطابًا ثنائيًا في اللعبة السياسية (إلا أنه قُيّد بنسبة ¼ الأصوات التي استمر جمعها بشكل متناسب)
- ولادة فورزا إيطاليا كحزب شخصي لسيلفيو برلسكوني مع تأثير استقطابي قوي
- ظهور أحزاب جديدة (أنصار البيئة من حزب فيدرالية الخضر، والحزب المستقل رابطة الشمال منذ أواخر الثمانينيات، وحزب التحالف الوطني «أليانزا ناسيوناليه» بعد تقويم الحركة الاجتماعية الإيطالية ما بعد الفاشية)
- انقسام الأحزاب القديمة (بين حزب اليسار الديمقراطي ما بعد الشيوعية المعدل والشيوعيين الجدد من حزب إعادة تأسيس الشيوعية «بالإيطالية: Rifondazione Comunista»؛ بين تياري اليسار واليمين من الديمقراطيين والاشتراكيين المسيحيين القدامى عبر الانحياز إما لجانب برلسكوني أو ضده)

رغم تجزؤ النظام فيما يتعلق بعدد الأحزاب، إلا أن عمله كان ثنائي القطب في طبيعته. مع مرور الوقت، شهد كلا الجانبين تعزيز الائتلافات (ولو مع وجود نجاحات وإخفاقات عدة) وولادة أحزاب وحدوية (اتحاد أوليفو ثم الحزب الديمقراطي لصالح اليسار، وحزب شعب الحرية لصالح ليمين). لم يتسبب التغيير في قانون الانتخابات في عام 2005 والعودة إلى التناسبية (رغم وجود ميزة الأغلبية القادرة على تحويل التعددية في مجلس النواب إلى أغلبية بنسبة 55٪) إلى العودة إلى التآمر والتواطؤ، إنما يبقى مثل هذا الاحتمال مفتوحًا في المستقبل.

#### ألمانيا
لوقيت انتخابات البوندستاغ لعام 2009 في ألمانيا باللامبالاة العامة وانخفاض قياسي في إقبال الناخبين. يجادل ويلدن ونوسر (2010) بأنها عززت نظامًا جديدًا مستقرًا ومرنًا يضم خمسة أحزاب، ويريا أنه سمة مميزة للنظام السياسي الألماني الناشئ. حقق كل حزب من الأحزاب الصغرى الثلاثة أرقامًا قياسية تاريخية في الانتخابات مع خسائر فادحة لحزب فولكسبارتاين التقليدي. أفادا أن التقلبات المتزايدة ومرونة النظام الحزبي مبنية على الطيف الأيديولوجي الواقع بين اليسار واليمين مع تقسيم الأحزاب إلى معسكرين رئيسيين، مع الميل لأن يكون تبديل الأصوات ضمن المعسكرات المعنية وليس فيما بينهما.
شكلت انتخابات عام 2009 هزيمة مدمرة للحزب الديمقراطي الاجتماعي الألماني (إس بّي دي)، ما دفع بعض المعلقين إلى التكهن بنهاية حزب (إس بّي دي) بصفته «حزبًا شاملًا»، بل وربما «نهاية الديمقراطية الاجتماعية» على خلفية الأداء الضعيف ليسار الوسط مؤخرًا (أحزاب اليسار في جميع أنحاء أوروبا).
شهدت انتخابات 2013 للمرة الأولى انخفاض تمثيل الحزب الديمقراطي الحر الليبرالي (إف دي بّي) إلى ما دون عتبة 5% للتمثيل البرلماني، إذ كان ممثلًا في البرلمان منذ عام 1949 وشكل جزءًا من الحكومة كشريك ائتلافي سواء للحزب الديمقراطي الاجتماعي الألماني أو لحزب الاتحاد الديمقراطي المسيحي (سي دي يو) (الحزب المحافظ الرئيسي/حزب يمين الوسط) على امتداد كامل الفترة تقريبًا منذ عام 1949 وحتى عام 1998 ومرة أخرى منذ عام 2009 حتى عام 2013. شهدت الانتخابات نفسها أيضًا صعود حزب «البديل من أجل ألمانيا» (إيه إف دي) الذي خاض حملته الانتخابية ضمن خطة مناهضة لليورو وفشل في دخول البرلمان في أول انتخابات اتحادية له بنسبة 4.8% بالكاد من الأصوات.
إبان الانتخابات، أُسس «التحالف الكبير» الثاني منذ عام 2005 (ائتلاف كبير للحزبين الرئيسيين، «سي دي يو» و«إس بّي دي»). قبل ذلك، لم تحظَ ألمانيا سوى بتحالف كبير واحد حكم منذ عام 1966 حتى عام 1969 مفضلًا ائتلافات من حزب واحد كبير وآخر صغير على المستوى الفيدرالي. ومايزال هذا التحول -مؤقتًا كان أم دائمًا- مبهمًا حتى الآن.